# Rue Pierre-Guérin
Pour les articles homonymes, voir Guérin.
La rue Pierre-Guérin est une voie du 16e arrondissement de Paris. 

## Situation et accès
Elle commence au 30, rue d'Auteuil et termine en impasse au-delà du croisement avec la rue de la Source, en longeant la villa Montmorency (un accès existe au no 27),.
La rue est desservie à proximité des stations de métro Michel-Ange - Auteuil (ligne 10) et Jasmin (ligne 9).

## Origine du nom

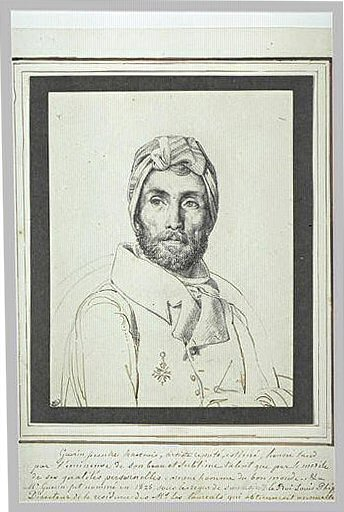
Le peintre Pierre-Narcisse Guérin, par Josse-Sébastien van den Abeele.

La rue honore le peintre français Pierre-Narcisse Guérin (1774-1833), membre de l’Académie des beaux-arts et directeur de la villa Médicis à Rome. Plusieurs rues du quartier portent le nom d'artistes français des XVIIIe et XIXe siècles.

## Historique
La rue Pierre-Guérin résulte de la fusion, par décret du 11 septembre 1869, de deux voies de la commune d'Auteuil annexée à Paris en 1860 :
- La « sente des Vignes », qui deviendra en 1837 la « rue des Vignes », puis la « rue de Magenta » en 1859 (à ne pas confondre avec la rue Magenta, dans le 19e arrondissement). Située entre les rues d'Auteuil et La Fontaine[5], il s'agit de la partie la plus ancienne de l'actuelle voie. À l'origine, elle se trouvait entre le parc du château de Boufflers et un coteau couvert de vignes allant jusqu'à Passy[3] ;
- La « rue Neuve-Boileau » ou « rue Neuve-Bondon », entre la rue La Fontaine jusqu'au croisement avec la rue de la Source, l'impasse qui suit y compris. Elle est ouverte en 1856. En 1859, elle prend aussi le nom de Magenta, comme la voie précédente[3].

La voie est ensuite numérotée par un arrêté municipal en date du 21 mai 1872.

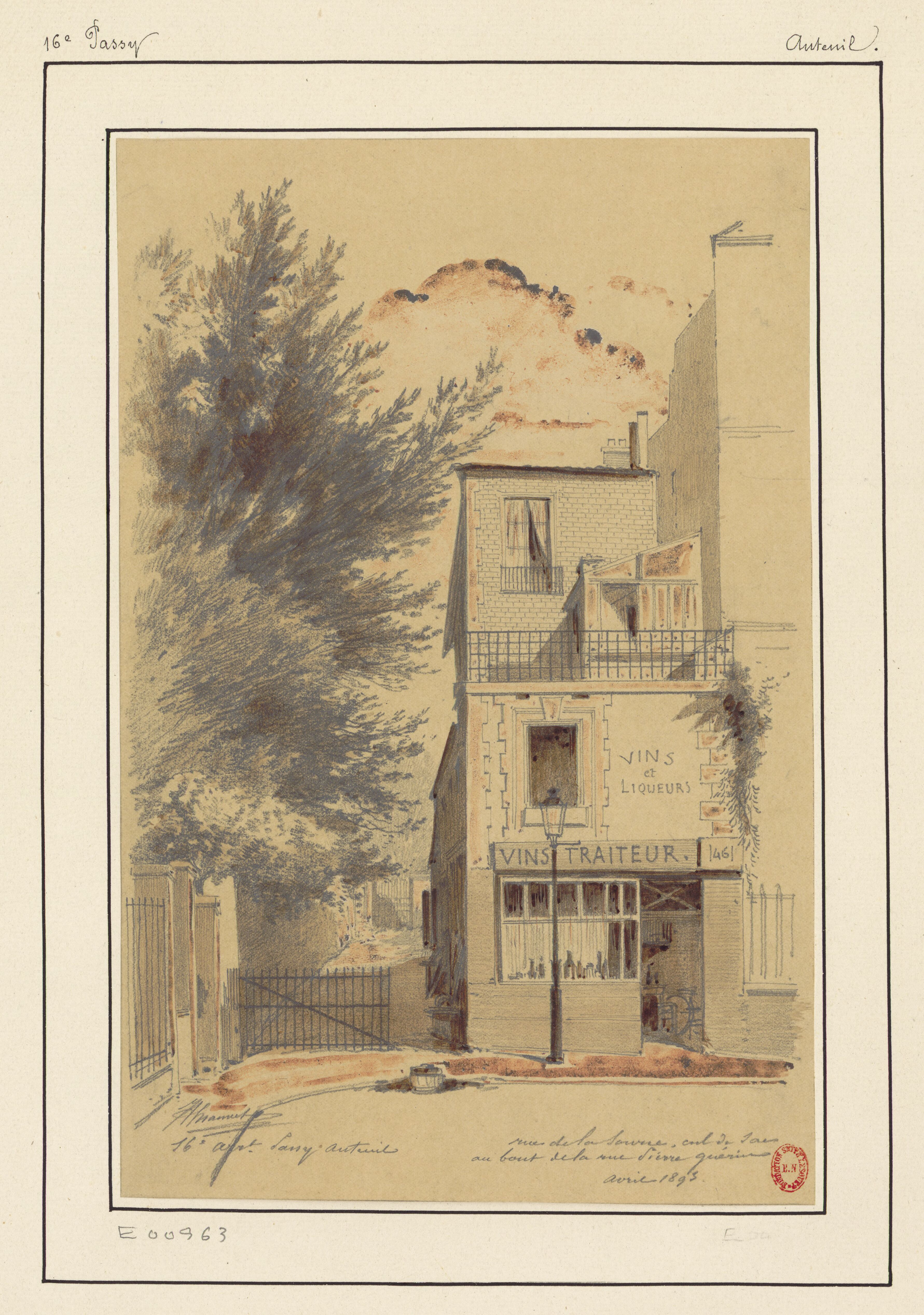
Le rétrécissement de la rue au niveau de la rue de la Source en 1893 (dessin de Jules-Adolphe Chauvet).
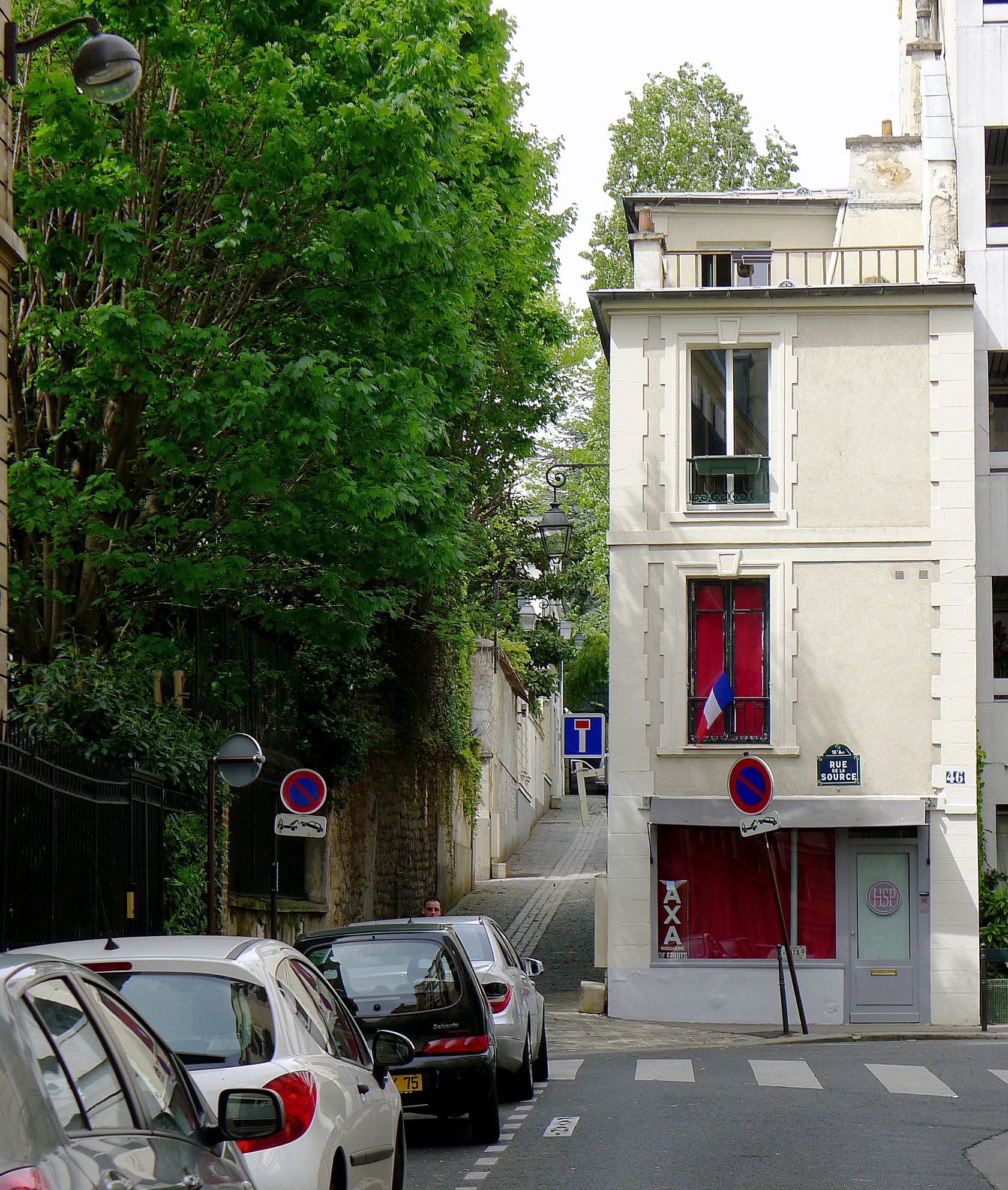
Le même rétrécissement en 2012.
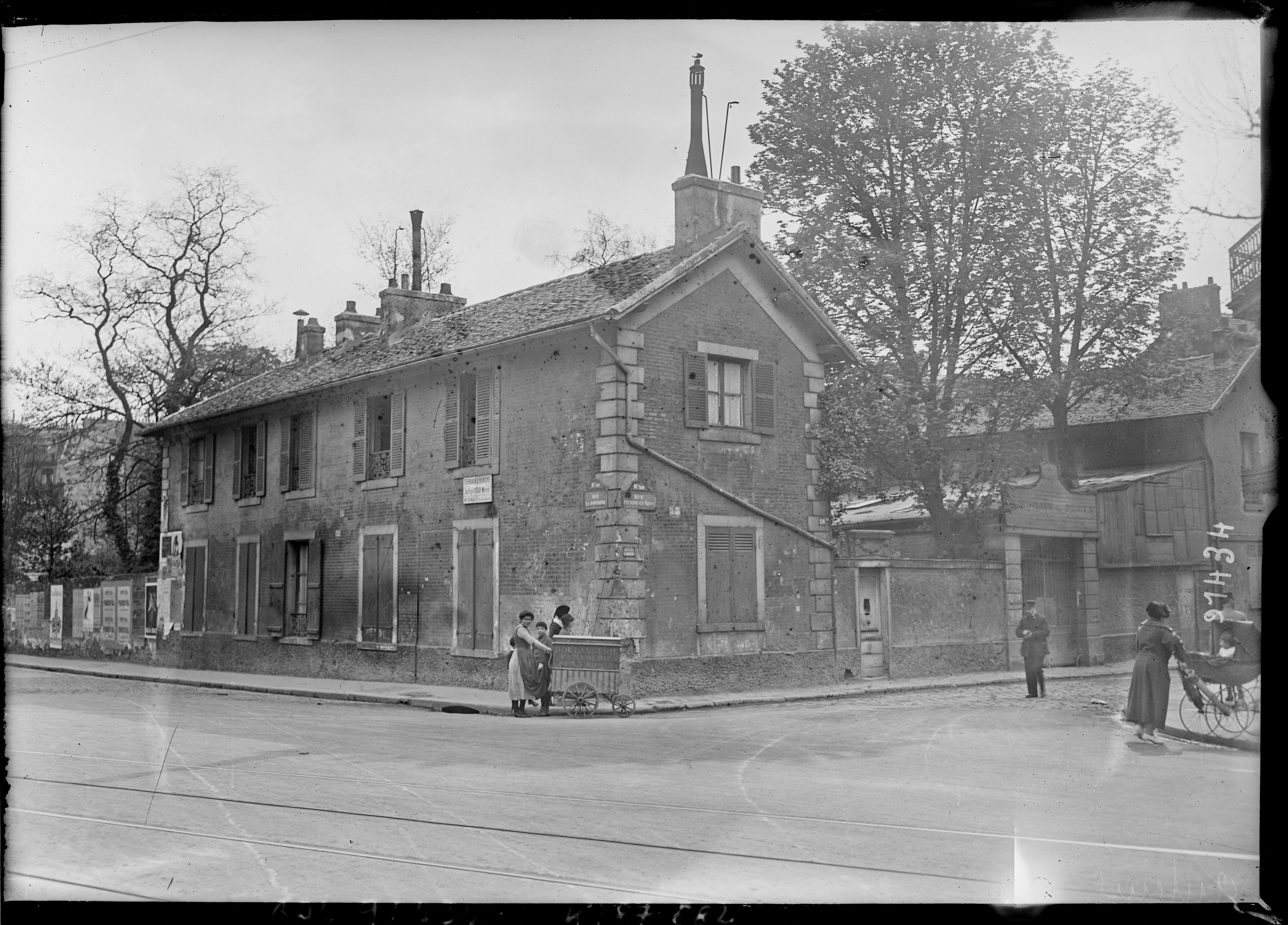
Le croisement avec la rue Jean-de-La-Fontaine en 1924.

## Bâtiments remarquables et lieux de mémoire
- No 7 (bâtiment disparu) : dans les années 1960 y était installée la communauté des Franciscaines du Sacré-Cœur de Villeurbanne[3].
- Nos 10, 12, 14 et 16 (démolies) : l'historien de Paris Jacques Hillairet écrit que dans les années 1960 s'y trouvent de « vieilles maisons ; derrière elles existe une cour pittoresque avec petite maison à fenêtres cintrées »[3].
- No 11 : vieille maison.
- No 12 (démoli) : à cette adresse se trouvait un vieil hôtel, l'hôtel des Perchamps, dont la Bibliothèque historique de la ville de Paris conserve un cliché. Il fut démoli à une date indéterminée, après 1925.
- No 18 : immeuble réalisé par l'architecte Charles Blanche.
- No 30 : l'avocat Georges Laguerre y habita[3].
- No 38 : maison qui est successivement la résidence de Madame Bottin, propriétaire du dictionnaire du même nom puis, de 1943 à leurs morts, celle du prince Félix Ioussoupov et de son épouse la grande-duchesse Irina Alexandrovna de Russie. Une plaque commémorative leur rend hommage.

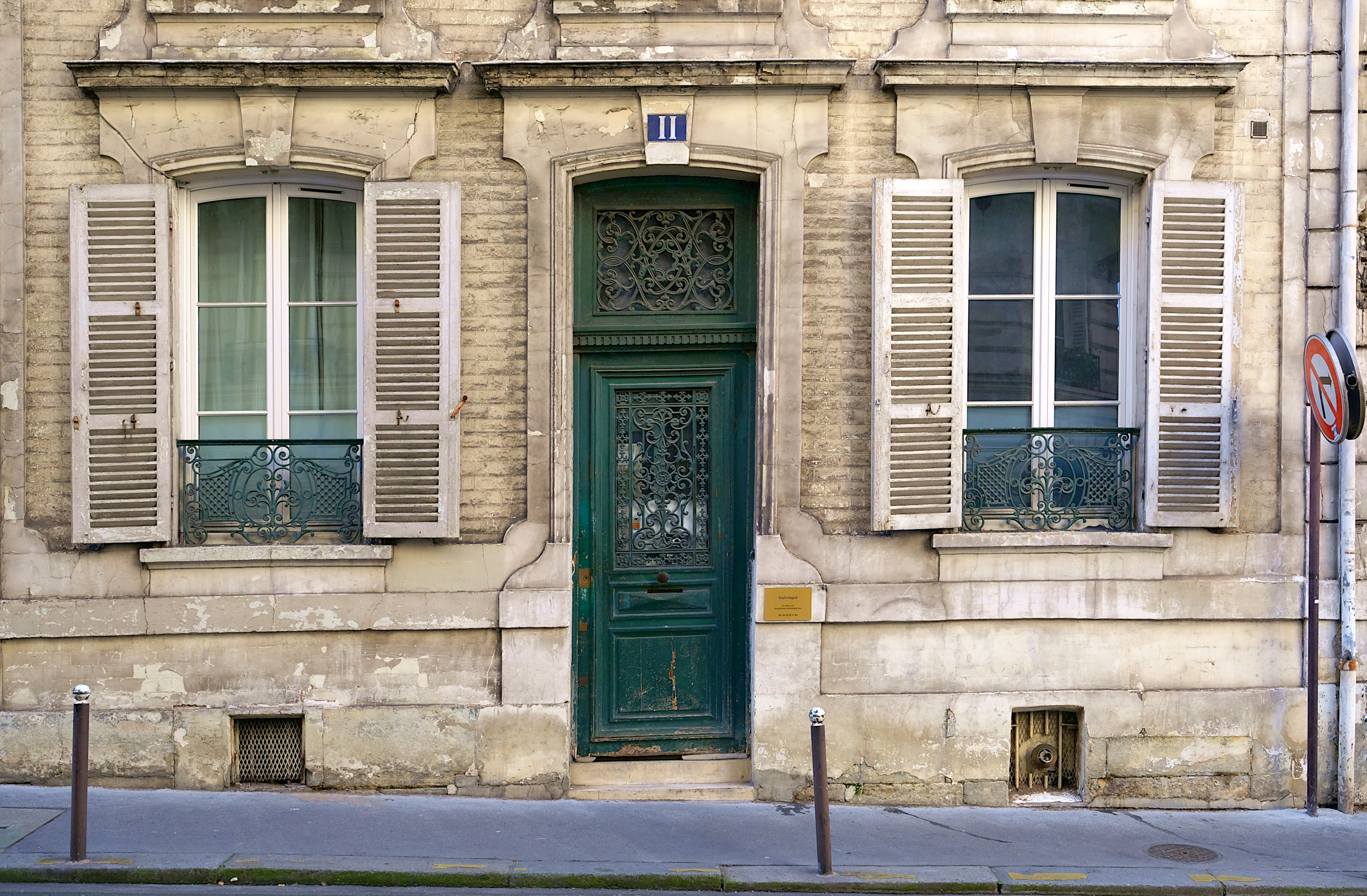
Façade du no 11.
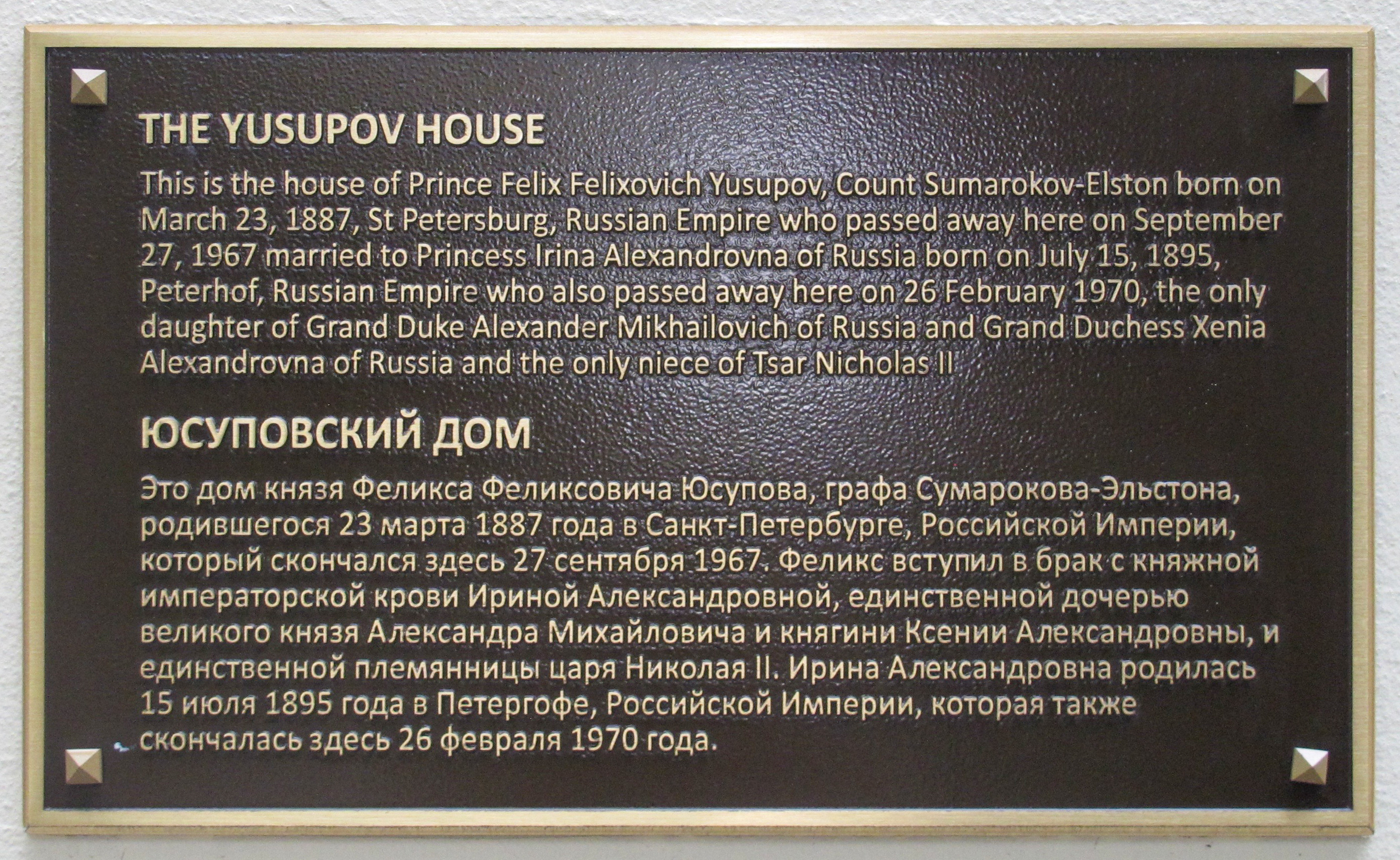
Plaque au no 38.

- No 40 : petite école fondée en 1915 par Alice Hertz, devenue le jardin d’enfants des Nations unies (petite école privée pour les classes maternelles)[7].
- No 44 : la chanteuse Carla Bruni est depuis longtemps locataire d'une maison des années 1930 à ce numéro et y réside avec son époux, l'ex-président de la République française Nicolas Sarkozy[8].
- En avril 2021, en plein confinement lié à la crise sanitaire, une fête clandestine organisée par des influenceurs se déroule dans une villa de la partie en impasse de la rue, en bordure de la villa Montmorency, à proximité du domicile de Nicolas Sarkozy, entraînant l'intervention de dizaines de policiers en pleine nuit[9],[10].